# Sinus Fidei

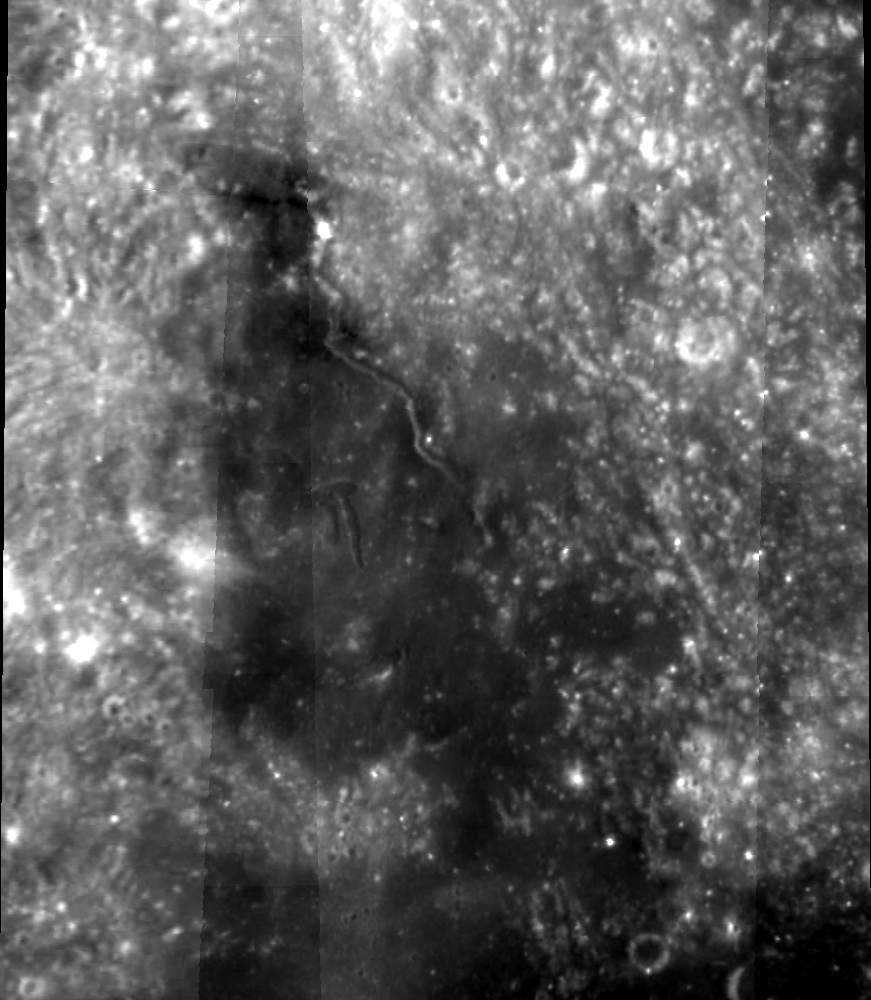
Sinus Fidei, aufgenommen von der Raumsonde Clementine.

Sinus Fidei (lateinisch für Bucht des Glaubens) ist eine kleine mareartige Formation am Mare Vaporum auf der erdzugewandten Seite des Mondes. Die Benennung erfolgte durch die Internationale Astronomische Union im Jahr 1976.
Die dunkelgraue Basaltfläche des erstarrten Lavasees hat einen mittleren Durchmesser von 70 Kilometer. Die Meeresbucht befindet sich am Nordrand des Mare Vaporum bei den mittleren selenografischen Koordinaten 18,0° Nord und 2,0° Ost. Sie grenzt nördlich bis westlich an die Mondalpen. In ihrer östlichen Nachbarschaft befindet sich der Lacus Felicitatis.